# A.S.D. F.C. Bassano Romano
ASDFC Bassano Romano là một câu lạc bộ bóng đá Ý đến từ Bassano Romano, Lazio. Đã từ bỏ danh hiệu Serie D, hiện tại nó đang chơi ở Terza Cargetoria, cấp độ thấp nhất của bóng đá Ý. Màu sắc của nó là đỏ và xanh.